# Neuroterus tricolor
Neuroterus tricolor is een vliesvleugelig insect uit de familie van de echte galwespen (Cynipidae). De wetenschappelijke naam van de soort werd in 1841 gepubliceerd door Theodor Hartig.